# Gordon Bajnai
György Gordon Bajnai (wym. [gordon bɒjnɒi]; ur. 5 marca 1968 w Segedynie) – węgierski polityk i ekonomista, minister rozwoju regionalnego i samorządu lokalnego w latach 2007–2008, minister gospodarki i rozwoju narodowego od 2008 do 2009. Premier Węgier w latach 2009–2010. Założyciel partii Razem 2014.

## Życiorys

### Działalność do 2009
Gordon Bajnai w 1991 ukończył międzynarodowe stosunki gospodarcze na Uniwersytecie Ekonomicznym w Budapeszcie. W czasie studiów był przewodniczącym Niezależnego Oddziału Studentów. Nie należał do Węgierskiej Młodzieżowej Ligi Komunistycznej, młodzieżówki Węgierskiej Socjalistycznej Partii Robotniczej, w okresie studenckim spotkał jednak późniejszego premiera Węgier Ferenca Gyurcsánya, co miało istotne znaczenie dla jego późniejszej kariery.
W latach 1991–1993 Gordon Bajnai pracował jako konsultant finansowy w firmie finansowej Creditum. W 1993 uczestniczył w szkoleniu w Europejskim Banku Odbudowy i Rozwoju. Od 1993 do 1994 był konsultantem w spółce EUROCORP International Finance. W latach 1995–2000 zajmował stanowisko menedżera i zastępcy CEO w przedsiębiorstwie CA IB Securities. W latach 2000–2005 pełnił funkcję CEO w firmie Wallis. W 2006 był prezesem zarządu portu lotniczego w Budapeszcie.
W latach 2006–2007 Gordon Bajnai pełnił funkcję komisarza rządowego w Narodowej Agencji Rozwoju. Od 1 lipca 2007 do 30 kwietnia 2008 był ministrem rozwoju regionalnego i samorządu lokalnego w gabinecie premiera Ferenca Gyurcsánya. 16 maja 2008 został mianowany na urząd ministra gospodarki i rozwoju narodowego w jego rządzie.

### Premier

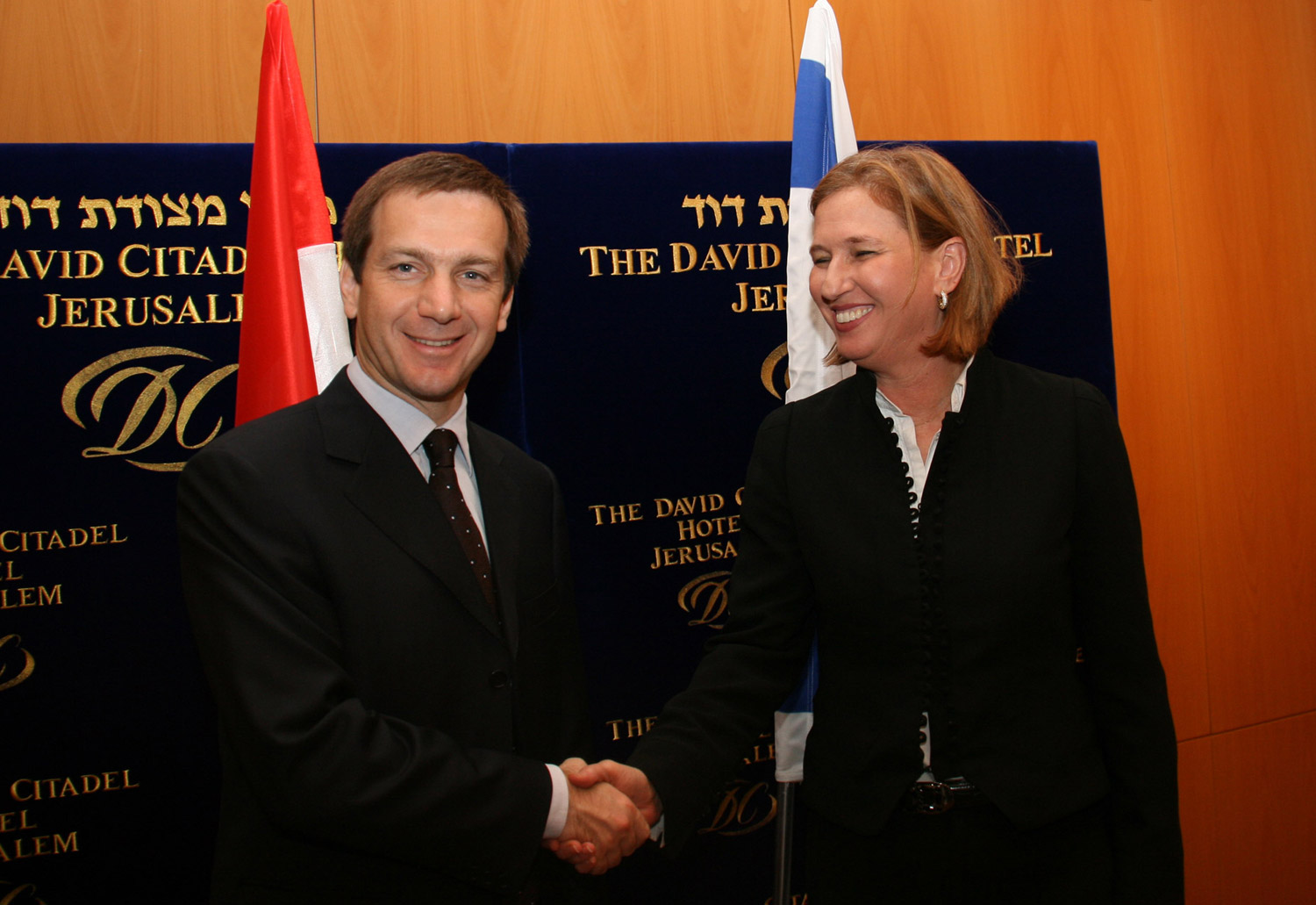
Gordon Bajnai wraz z Cippi Liwni (Jerozolima, 2009)

29 marca 2009, po wcześniejszej rezygnacji ze stanowiska premiera i przewodniczącego socjalistów złożonej przez Ferenca Gyurcsánya, Gordon Bajnai został kandydatem Węgierskiej Partii Socjalistycznej na stanowisko premiera Węgier. Następnego dnia jego kandydaturę zaakceptował również Związek Wolnych Demokratów. Gordon Bajnai zapowiedział konieczność przeprowadzenia w kraju szybkich reform w celu przezwyciężenia kryzysu gospodarczego. 5 kwietnia został oficjalnie nominowany na stanowisko premiera Węgier w czasie kongresu MSZP. Jego kandydaturę poparło wówczas 93% delegatów.
14 kwietnia 2009 Zgromadzenie Narodowe uchwaliło konstruktywne wotum nieufności wobec rządu Ferenca Gyurcsánya, wyznaczając jednocześnie na jego następcę Gordona Bajnaia. Za tą kandydaturą zagłosowało 204 spośród 385 deputowanych, przy wymaganej większości 193 głosów poparcia. Gordon Bajnai ponownie zapowiedział przeprowadzenie niezbędnych reform w celu poprawy sytuacji gospodarczej kraju. W celu uniknięcia załamania gospodarki Węgry pod koniec 2008 zmuszone były wziąć kredyt z Międzynarodowego Funduszu Walutowego w wysokości 25 mld USD. W celu sprostania warunkom kredytu nowy premier zapowiedział obniżenie wydatków publicznych, m.in. poprzez ograniczenie zasiłków socjalnych, wysokości emerytur oraz zasiłków macierzyńskich i rodzinnych. Stwierdził, że natychmiastowe i drastyczne działanie jest niezbędne w celu uniknięcia większych kłopotów państwa.
20 kwietnia 2009 odbyło się oficjalne zaprzysiężenie rządu Gordona Bajnaia. Urząd premiera sprawował do 29 maja 2010, kiedy po wyborach parlamentarnych na stanowisku tym zastąpił go Viktor Orbán.

### Działalność od 2010
Po odejściu z rządu wycofał się z bieżącej polityki, zajmował się m.in. działalnością akademicką. Dwa lata później powrócił jednak do polityki, zakładając w 2012 nowe ugrupowanie o nazwie Razem 2014 będące w opozycji do rządu Viktora Orbána. Przed wyborami parlamentarnymi w 2014 wprowadził swoją partię do koalicji z innymi opozycyjnymi partiami, w tym socjalistami. W wyniku głosowania z 6 kwietnia 2014 uzyskał mandat poselski, z którego wkrótce zrezygnował. Został następnie dyrektorem generalnym funduszu inwestycyjnego Meridiam z siedzibą w Paryżu. Zrezygnował również z kierowania swoją partią.